# Niger Vallis
La Niger Vallis è una struttura geologica della superficie di Marte.